# Alfa Romeo Racing C39
Alfa Romeo Racing C39 — гоночный автомобиль, разработанный швейцарской командой Alfa Romeo Racing для участия в чемпионате мира 2020 года. Как и в прошлом году, пилотами в основном составе остались Кими Райкконен и Антонио Джовинацци. 1 января 2020 года команда подписала контракт с Робертом Кубицей на роль резервного пилота. Вместе с поляком пришла нефтяная компания PKN Orlen и стала титульным спонсором Alfa Romeo Racing.
Болид показали 19 февраля на пит-лейне в Барселоне.

## Сезон 2020

### Предсезонные тесты
Утром в первый день тестов за руль сел Роберт Кубица, а после обеда его сменил Антонио Джовинацци. Они показали 13-й и 15-й результаты соответственно. Низкие позиции гонщиков объяснил главный гоночный инженер Alfa Romeo Хеви Пухолар:
В первые дни тестов мы не думаем о времени на круге, сосредоточившись на понимании работы новой машины. Наша программа направлена на решение конкретных задач – и мы можем быть довольны итогами первого дня.

С машиной проблем не возникло, мы «поставили галочку» против всех сегодняшних задач в нашем списке и надеемся, что подобным образом сложатся и остальные дни тестов

## Результаты в чемпионате мира Формулы-1
| Легенда к таблице |                                                                    |
| --- | ------------------------------------------------------------------ |
| В таблице перечислены результаты всех Гран-при Формулы-1, в которых использовался автомобиль. Строками таблицы являются сезоны, столбцами — этапы чемпионата мира. В каждой клетке указаны сокращённое название этапа и результат, дополнительно обозначенный цветом. Расшифровка обозначений и цветов представлена в нижеследующей таблице. |                                                                    |
| \| Пример \| Описание \| \| ------------ \| ------------------------------------------------------------------ \| \| 1 \| Победитель \| \| 2 \| Второе место \| \| 3 \| Третье место \| \| 5 \| Финишировал, заработав очки \| \| Сход \| Не финишировал, но при этом заработал очки \| \| 12 \| Финишировал, не получив очков \| \| НКЛ \| Финишировал, но не попал в финальную классификацию \| \| 15 \| Участвовал вне зачёта, либо по отдельной классификации \| \| 18 \| Не финишировал, но попал в финальную классификацию \| \| Сход \| Не финишировал \| \| НКВ \| Не прошёл квалификацию \| \| НПКВ \| Не прошёл предквалификацию \| \| ДСК \| Дисквалифицирован \| \| ИСК \| Исключён из протокола соревнований \| \| ТТ \| Заявлен для участия только в тренировках \| \| НС \| Участвовал в квалификации, но не стартовал в гонке \| \| Т \| Травмирован или болен \| \| ОТК \| Отказ от участия \| \| НТР \| Прибыл на соревнования, но на трассу не выезжал \| \| НПР \| Был заявлен в числе участников, но не прибыл к началу соревнований \| \| О \| Соревнования отменены \| \| \| Не участвовал \| \| Поул-позиция \| \| \| Быстрый круг \| \| |                                                                    |
| Пример | Описание                                                           |
| 1 | Победитель                                                         |
| 2 | Второе место                                                       |
| 3 | Третье место                                                       |
| 5 | Финишировал, заработав очки                                        |
| Сход | Не финишировал, но при этом заработал очки                         |
| 12 | Финишировал, не получив очков                                      |
| НКЛ | Финишировал, но не попал в финальную классификацию                 |
| 15 | Участвовал вне зачёта, либо по отдельной классификации             |
| 18 | Не финишировал, но попал в финальную классификацию                 |
| Сход | Не финишировал                                                     |
| НКВ | Не прошёл квалификацию                                             |
| НПКВ | Не прошёл предквалификацию                                         |
| ДСК | Дисквалифицирован                                                  |
| ИСК | Исключён из протокола соревнований                                 |
| ТТ | Заявлен для участия только в тренировках                           |
| НС | Участвовал в квалификации, но не стартовал в гонке                 |
| Т | Травмирован или болен                                              |
| ОТК | Отказ от участия                                                   |
| НТР | Прибыл на соревнования, но на трассу не выезжал                    |
| НПР | Был заявлен в числе участников, но не прибыл к началу соревнований |
| О | Соревнования отменены                                              |
| | Не участвовал                                                      |
| Поул-позиция |                                                                    |
| Быстрый круг |                                                                    |

| Сезон | Шасси                 | Двигатель           | Ш | Гонщики            | 1    | 2   | 3   | 4   | 5   | 6   | 7    | 8   | 9    | 10  | 11  | 12  | 13  | 14  | 15  | 16  | 17  | Место | Очки |
| ----- | --------------------- | ------------------- | - | ------------------ | ---- | --- | --- | --- | --- | --- | ---- | --- | ---- | --- | --- | --- | --- | --- | --- | --- | --- | ----- | ---- |
| 2020  | Alfa Romeo Racing C39 | Ferrari 065 1,6 V6T | P |                    | АВТ  | ШТИ | ВЕН | ВЕЛ | 70Л | ИСП | БЕЛ  | ИТА | ТОС  | РОС | АЙФ | ПОР | ЭМИ | ТУР | БАХ | САХ | АБУ | 8     | 8    |
| 2020  | Alfa Romeo Racing C39 | Ferrari 065 1,6 V6T | P | Кими Райкконен     | Сход | 11  | 15  | 17  | 15  | 14  | 12   | 13  | 9    | 14  | 12  | 11  | 9   | 15  | 15  | 14  | 12  | 8     | 8    |
| 2020  | Alfa Romeo Racing C39 | Ferrari 065 1,6 V6T | P | Антонио Джовинацци | 9    | 14  | 17  | 14  | 17  | 16  | Сход | 16  | Сход | 11  | 10  | 15  | 10  | 16  | 16  | 13  | 16  | 8     | 8    |